# The Actress and the Poet
The Actress and the Poet (女優と詩人?, Joyu to shijin) è un film del 1935 diretto da Mikio Naruse.

## Trama
In una piccola comunità di vicini di casa nel Giappone suburbano, Geppū, non ricavando abbastanza dal proprio mestiere di poeta, si occupa delle faccende domestiche mentre sua moglie Chieko sostiene finanziariamente il ménage familiare col suo lavoro di attrice teatrale.
Del vicinato fanno parte anche il sedicente scrittore Baidō Nose, senza un soldo, che aspetta e spera di vincere un concorso letterario per risollevare le proprie sorti; nonché una giovane appartata coppia appena stabilitasi nelle vicinanze; e la pettegola Omaha, smaniosa di ottenere biglietti gratis per le rappresentazioni di Chieko, col marito, un assicuratore che ha venduto una polizza sulla vita alla giovane coppia (poco prima del tentato duplice suicidio della stessa).
Alcuni fra i vicini di Geppū insinuano in lui l’atavico pregiudizio, al quale egli prima non pensava, che la coppia coniugale debba essere dominata dal marito.
Chieko è preoccupata perché, non avendo mai avuto esperienza di litigi coniugali, non riesce ad immedesimarsi nel ruolo che sostiene nella commedia che dovrà rappresentare prossimamente, appunto quello di una donna che litiga col marito, e chiede a Geppū di aiutarla a ripassare le battute. La scena della commedia contiene sorprendentemente situazioni che in parte riflettono la reale quotidianità del ménage fra Geppū e Chieko, al punto che Geppū chiede alla moglie di non parlare troppo forte, temendo che i vicini pensino ad un vero litigio: in tal modo infatti l’intende Nose, che interviene per separare i litiganti, che gli spiegano che stavano solo recitando.
Ma, ancora più sorprendentemente, l’opera teatrale contiene situazioni che non si sono ancora verificate nella vita reale: il marito della commedia invita un amico a stabilirsi presso di lui, senza consultare la moglie, il che rinfocola l’astio fra i coniugi. Durante una pausa delle prove Nose si presenta da Geppū, si auto-invita a trasferirsi stabilmente da loro, e va a recuperare i propri effetti per portarli lì. Quando torna vede i coniugi, quelli della vita reale, litigare proprio per questo motivo, e credendo stessero ripetendo la scena, si siede in disparte a godersi la rappresentazione, con Ohama, che finalmente assiste gratis allo spettacolo.
Geppū spiega a Naso che, questa volta, il litigio era reale, e, finalmente, lo invita ad andarsene. Chieko però interviene, ringrazia Naso, poiché per suo tramite ha effettivamente esperito un vero litigio, aiutandola così ad “entrare nella parte”, e lo invita a rimanere per tutto il tempo che avesse voluto.
Da allora i ruoli, in parte, si invertono: Chieko si occupa delle faccende domestiche, e serve il marito (e Naso) come una tipica sottomessa donna giapponese (di un tempo).